# Belagerung von Dünkirchen (1646)
Les Avins – Löwen – Tornavento – Guetaria – Fontarrabie – Corbie – Diedenhofen 1639 – Turin – Arras 1640 – Aire-sur-la-Lys – La Marfée – Honnecourt – Barcelona – Cartagena – Diedenhofen 1643 – Rocroi – Orbetello – Fort Mardyck – Dünkirchen – Rethel – Bordeaux – Lens – Arras 1654 – Valenciennes – Dünenschlacht
Die erste Belagerung von Dünkirchen fand zwischen dem 7. September und dem 11. Oktober 1646 statt. Dünkirchen stand seit 1559 unter spanischer Herrschaft. Um seinen militärischen Ruhm zu mehren, entschied der Oberbefehlshaber Louis II. de Bourbon, prince de Condé, die Stadt anzugreifen und zu belagern.

## Hintergrund
Im Jahre 1646, während die Republik der Sieben Vereinigten Provinzen als Verbündete Frankreichs sich bemühte, den Spaniern Antwerpen zu entreißen und dazu ihre Westfront entblößen musste, konnten die französischen Truppen auf dem Gebiet der Grafschaft Flandern entlang der Lys einige außergewöhnliche Erfolge erringen. Sie nahmen Bergues-Saint-Winoc und schlossen am 4. August das Fort Mardyck ein. Die Belagerung gestaltete sich jedoch schwierig, da über das Meer ständig Nachschub aus Dünkirchen herangebracht wurde. Allerdings gelang es dem holländischen Admiral Maarten Tromp, diesen Weg zu blockieren – Fort Mardyck musste am 25. August kapitulieren.
In der Meinung, in diesem Feldzug seine Aufgabe erfüllt zu haben, verließ der Oberkommandierende Gaston de Bourbon, duc d’Orléans, mit seinem Hofstaat Flandern und übertrug das Kommando an den Prince de Condé.
Dieser dachte sofort nur noch daran, wie er seine militärischen Verdienste hervorheben könne, und entschied sich aus diesem Grund, Dünkirchen anzugreifen.

## Die Belagerung
Condé beschloss, die Stadt komplett zu isolieren, und nahm zunächst am 7. September Veurne und die Forts ein, die die umliegenden Kanäle kontrollierten. Über diese ließ er Brücken schlagen, um seine Kommunikation zu sichern. Einige Tage später, als die Einschließung beendet war, ließ er die Schleusen zuschütten, die die Verteidiger geöffnet hatten, um die Gegend unter Wasser zu setzen.
In den Belagerungsstreitkräften fanden sich auch 3.000 polnische Infanteristen und 2.000 ukrainische Kosaken, kommandiert von Bogdan Chmelnitzki. Es war dies das erste Mal, dass polnische Soldaten in französische Dienste traten.
Admiral Maarten Tromp blockierte trotz des schlechten Wetters mit 10 holländischen Kriegsschiffen und später dazukommenden 15 Fregatten aus der Normandie und der Picardie den Hafen und schnitt so die Versorgung ab.
Die spanische Regierung machte keine ernsthaften Versuche, die größte Hafenstadt der Grafschaft Flandern zu behalten. Nachdem die Bitte um englische Unterstützung vom Parlament abgelehnt worden war – man wollte in dieser Phase des Bürgerkrieges nicht mit Frankreich in Konflikt geraten –, öffnete die Stadt am 11. Oktober ihre Tore. Der Widerstand der Verteidiger, obwohl mutig geführt und gut geleitet, war aussichtslos geworden.
Der Prince de Condé wurde von seinen Zeitgenossen ob dieser militärischen Tat sehr bewundert. Sie wurde im Allgemeinen als seine beste Aktion geschildert.

## Auswirkungen
In ganz Europa verbreitete sich die Nachricht, dass das gefährliche Freibeuternest Dünkirchen, das so lange den holländischen und den französischen Seehandel behindert hatte und ein großer Stützpunkt der spanischen Marine gewesen war, nunmehr in französischer Hand war.
Zum Gouverneur wurde der Maréchal de France Josias Rantzau ernannt.
Nach der Einnahme von Dünkirchen schlossen die Holländer eine Waffenruhe mit den Spaniern (die 1648 zu einem endgültigen Frieden führte, mit dem der Achtzigjährige Krieg endete).